# (3164) Prast
(3164) Prast ist ein Asteroid des äußeren Hauptgürtels, der am 24. September 1960 bei der Palomar-Leiden-Survey entdeckt wurde.

## Benennung
(3164) Prast ist nach Martin Prast, einem Freund von einem der Entdecker, benannt. 1970 wurde er im Vietnamkrieg schwer verwundet und dadurch querschnittsgelähmt und an einen Rollstuhl gebunden. Zusammen mit seinem Vater gründete er die „Prast Research Association: Mobility Aids for Handicapped Persons“ (Prast Research Association: Mobilitätshilfen für Behinderte). 1977 erhielt er den Outstanding Citizen award („Preis für herausragende Bürger“) im 36. Kongressbezirk von New York.